# Xã Little Sauk, Quận Todd, Minnesota
Xã Little Sauk (tiếng Anh: Little Sauk Township) là một xã thuộc quận Todd, tiểu bang Minnesota, Hoa Kỳ. Năm 2010, dân số của xã này là 829 người.